# 2020 (album)
2020 – dziesiąty studyjny album Elektrycznych Gitar, wydany 30 kwietnia 2020 roku. Producentem został Sławomir Pietrzak, który zdecydował się na nadanie zespołowi nowego, elektronicznego brzmienia.

## Lista utworów
1. „Najwyższa pora” (P. Łojek)
2. „Exit”  (J. Sienkiewicz)
3. „Ludzie chcą wojny" (J. Sienkiewicz)
4. „Realnie” (P. Łojek)
5. „Ósmy trzeci” (J. Sienkiewicz)
6. „Pisia Gągolina” (J. Sienkiewicz)
7. „Podróżnicze sny 2020” (J. Sienkiewicz)
8. „Kryminał” (J. Sienkiewicz)
9. „Anioł” (P. Łojek / D. Chociej, B. Dachowski)
10. „Cuda się dzieją” (J. Sienkiewicz)
11. „W każdym futerale” (J. Sienkiewicz
12. „Wolność jest straszna” (J. Sienkiewicz)

Bonusy:
1. „Dzieci 2020” (J. Sienkiewicz)
2. „Człowiek z liściem 2020” (J. Sienkiewicz)

## Wykonawcy
- Kuba Sienkiewicz – śpiew
- Piotr Łojek – instrumenty klawiszowe
- Tomasz Grochowalski – gitara basowa
- Aleksander Korecki – saksofon barytonowy
- Leon Paduch – perkusja, conga
- Jacek Wąsowski – gitara elektryczna, elektryczna gitara hawajska

Gościnnie:
- Andrzej Izdebski - instrumenty, realizacja, aranżacja, mastering
- Lubomir Jarosz - trąbka w utworze 7
- Piotr Łukaszewski - mastering utworu 5